# Manea Mănescu
Manea Mănescu (9 de agosto de 1916– 27 de febrero de 2009) fue un político comunista rumano quién ejerció como Primer ministro por cinco años (29 de marzo de 1974–29 de marzo de 1979) durante el régimen comunista de Nicolae Ceaușescu..
El padre de Mănescu fue un veterano del Partido Comunista de Ploiești, quién a inicios de la década de 1920 apoyó la transformación del Partido Socialista al Partido Comunista. En 1944, después del golpe de Estado,  trabajó junto con Nicolae Ceaușescu, su futuro hermano-en-ley, en la Unión de la Juventud Comunista. En 1951, Mănescu
fue nombrado como cabeza del Departamento de Economía en la Universidad de Bucarest y General de Director de la Dirección Central de Estadísticas. Sirvió como Ministro de Economía de 1955 hasta 1957.
En diciembre de 1967,  fue nombrado Presidente del Consejo Económico. Fue promovido a miembro de pleno derecho del Comité Ejecutivo en diciembre de 1968 y, después de adquirir varias posiciones en el partido y el gobierno, y en marzo de 1973 llegó a ser Primer ministro, una posición que mantendrá hasta su retiro en 1979, según se dice debido a salud enferma. Falleció en 2009, a los 92 años.

## Familia
La esposa de Mănescu , Maria, era la hermana de Nicolae Ceaușescu. En diciembre de 1973,fue nombrada Vicepresidenta de la Sociedad de la Cruz Roja de Rumanía. Fue también nombrada miembro del (rumano) Consejo Nacional de Mujeres en abril de 1978. No está claro si Mănescus tuvo hijos.